# Jan Nepomucen Gołuchowski
Jan Nepomucen Gołuchowski herbu Leliwa (zm. w 1808 roku) – podwojewodzi wiślicki w 1791 roku, porucznik i major wojsk koronnych.
Syn Samuela Gołuchowskiego i Elżbiety Waligórskiej. Żonaty z Honoratą Eufemią Radziłowską.